# Mistrzostwa Europy w Biathlonie 2000
Mistrzostwa Europy w Biathlonie 2000 odbyły się w Zakopanem, w dniach 26 stycznia - 30 stycznia 2000 roku. Rozegrane zostały 4 konkurencje: bieg indywidualny, bieg sprinterski, bieg pościgowy i bieg sztafetowy. Wszystkie konkurencje zostały rozegrane dla mężczyzn i kobiet seniorów oraz juniorów. W sumie odbyło się 16 biegów.

## Wyniki kobiet

### Bieg indywidualny – 15 km[1]
- Data: 26 stycznia 2000

| Medal | Zawodnik          | Narodowość | Strzelanie | Wynik     | Strata   |
| ----- | ----------------- | ---------- | ---------- | --------- | -------- |
|       | Iwa Karagiozowa   | Bułgaria   | 0+1+0+0    | 52:26,0   |          |
|       | Olga Romaśko      | Rosja      | 0+0+1+1    | 52:57,3   | +31,3    |
|       | Simone Denkinger  | Niemcy     | 0+0+1+0    | 53:24,5   | +58,5    |
| ...   | ...               | ...        | ...        | ...       | ...      |
| 6.    | Magdalena Grzywa  | Polska     | 0+1+1+0    | 54:05,1   | +1:39,1  |
| 8.    | Magdalena Gwizdoń | Polska     | 1+1+0+1    | 54:13,7   | +1:47,7  |
| 24.   | Iwona Grzywa      | Polska     | 0+1+1+2    | 57:26,5   | +5:00,5  |
| 37.   | Aldona Sobczyk    | Polska     | 2+2+3+2    | 1:02:59,1 | +10:33,1 |

### Bieg sztafetowy – 4 × 7,5 km[2]
- Data: 27 stycznia 2000

| Medal | Drużyna                                                                                    | Strzelanie                              | Wynik     | Strata  |
| ----- | ------------------------------------------------------------------------------------------ | --------------------------------------- | --------- | ------- |
|       | Słowacja · Martina Schwarzbacherová · Anna Murínová · Marcela Pavkovčeková · Soňa Mihoková | 0+5 0+5 0+0 0+2 0+1 0+1 0+1 0+0 0+3 0+2 | 1:34:05,4 |         |
|       | Czechy · Kateřina Losmanová · Jitka Pesinová · Irena Česneková · Eva Háková                | 1+8 0+7 1+3 0+1 0+1 0+0 0+2 0+3 0+2 0+3 | 1:34:50,3 | +44,9   |
|       | Niemcy · Peggy Wagenführ · Janet Klein · Simone Denkinger · Kati Wilhelm                   | 0+3 1+7 0+1 0+1 0+0 1+3 0+1 0+1 0+1 0+2 | 1:35:05,7 | +1:00,3 |
| ...   | ...                                                                                        | ...                                     | ...       | ...     |
| 6.    | Polska · Iwona Grzywa · Magdalena Gwizdoń · Aldona Sobczyk · Magdalena Grzywa              | 0+5 1+8 0+3 0+1 0+0 1+3 0+0 0+2 0+2 0+2 | 1:37:47,2 | +3:41,8 |

### Bieg sprinterski – 7,5 km[3]
- Data: 29 stycznia 2000

| Medal | Zawodnik          | Narodowość | Strzelanie | Wynik   | Strata  |
| ----- | ----------------- | ---------- | ---------- | ------- | ------- |
|       | Magdalena Gwizdoń | Polska     | 1+1        | 23:14,8 |         |
|       | Magdalena Grzywa  | Polska     | 0+1        | 23:23,4 | +8,6    |
|       | Kati Wilhelm      | Niemcy     | 0+1        | 23:26,9 | +12,1   |
| ...   | ...               | ...        | ...        | ...     | ...     |
| 19.   | Iwona Grzywa      | Polska     | 0+1        | 24:46,6 | +1:31,8 |
| 30.   | Aldona Sobczyk    | Polska     | 1+2        | 25:49,4 | +2:34,6 |

### Bieg pościgowy – 10 km[4]
- Data: 30 stycznia 2000

| Medal | Zawodnik             | Narodowość | Strzelanie | Wynik   | Strata  |
| ----- | -------------------- | ---------- | ---------- | ------- | ------- |
|       | Magdalena Grzywa     | Polska     | 0+0+0+1    | 33:01,0 |         |
|       | Swietłana Paramygina | Białoruś   | 0+0+1+1    | 33:10,4 | +9,4    |
|       | Magdalena Gwizdoń    | Polska     | 1+0+1+1    | 33:28,5 | +27,5   |
| ...   | ...                  | ...        | ...        | ...     | ...     |
| 19.   | Iwona Grzywa         | Polska     | 2+0+1+0    | 36:37,9 | +3:36,9 |
| 35.   | Aldona Sobczyk       | Polska     | 2+1+3+0    | 41:21,4 | +8:20,4 |

## Wyniki kobiet (juniorki)

### Bieg indywidualny – 12,5 km[5]
- Data: 26 stycznia 2000

| Medal | Zawodnik           | Narodowość | Strzelanie | Wynik   | Strata   |
| ----- | ------------------ | ---------- | ---------- | ------- | -------- |
|       | Jelena Chrustalowa | Rosja      | 0+0+1+0    | 41:52,0 |          |
|       | Tora Berger        | Norwegia   | 0+0+0+2    | 44:49,9 | +2:57,9  |
|       | Jana Pesková       | Czechy     | 0+0+1+0    | 44:54,5 | +3:02,5  |
| ...   | ...                | ...        | ...        | ...     | ...      |
| 9.    | Bernadetta Bednarz | Polska     | 2+1+0+1    | 47:21,0 | +5:29,0  |
| 13.   | Beata Kiełtyka     | Polska     | 0+1+0+3    | 48:02,5 | +6:10,5  |
| 25.   | Monika Mikołajczyk | Polska     | 2+1+0+2    | 51:30,8 | +9:38,8  |
| 29.   | Edyta Bazan        | Polska     | 3+1+0+1    | 52:27,5 | +10:35,5 |

### Bieg sztafetowy – 3 × 7,5 km[6]
- Data: 27 stycznia 2000

| Medal | Drużyna                                                                       | Strzelanie                      | Wynik     | Strata |
| ----- | ----------------------------------------------------------------------------- | ------------------------------- | --------- | ------ |
|       | Rosja · Julija Makarowa · Irina Fomina · Jelena Chrustalowa                   | 1+6 1+4 0+3 1+3 0+0 0+0 1+3 0+1 | 1:15:19,4 |        |
|       | Białoruś · Swietłana Dirko Chandogina · Ludmiła Anańka · Kaciaryna Hryhorjewa | 0+1 1+6 0+0 0+3 0+0 1+3 0+1 0+0 | 1:15:31,3 | +11,9  |
|       | Polska · Katarzyna Ponikwia · Bernadetta Bednarz · Beata Kiełtyka             | 0+8 0+3 0+3 0+1 0+3 0+0 0+2 0+2 | 1:16:12,8 | +53,4  |

### Bieg sprinterski – 7,5 km[7]
- Data: 29 stycznia 2000

| Medal | Zawodnik                   | Narodowość | Strzelanie | Wynik   | Strata  |
| ----- | -------------------------- | ---------- | ---------- | ------- | ------- |
|       | Kaciaryna Hryhorjewa       | Białoruś   | 1+0        | 24:25,8 |         |
|       | Irina Fomina               | Rosja      | 1+0        | 25:07,5 | +41,7   |
|       | Swietłana Dirko Chandogina | Białoruś   | 0+2        | 25:17,8 | +52,0   |
| 4.    | Katarzyna Ponikwia         | Polska     | 0+2        | 25:35,5 | +1:09,7 |
| ...   | ...                        | ...        | ...        | ...     | ...     |
| 10.   | Beata Kiełtyka             | Polska     | 0+3        | 26:25,6 | +1:59,8 |
| 16.   | Bernadetta Bednarz         | Polska     | 2+2        | 27:02,6 | +2:36,8 |
| 21.   | Joanna Grzybek             | Polska     | 2+2        | 27:54,3 | +3:28,5 |

### Bieg pościgowy – 10 km[8]
- Data: 30 stycznia 2000

| Medal | Zawodnik             | Narodowość | Strzelanie | Wynik   | Strata  |
| ----- | -------------------- | ---------- | ---------- | ------- | ------- |
|       | Oksana Jakowlewa     | Ukraina    | 0+0+1+0    | 35:24,6 |         |
|       | Kaciaryna Hryhorjewa | Białoruś   | 1+0+1+1    | 35:49,3 | +24,7   |
|       | Irina Fomina         | Rosja      | 0+1+0+3    | 37:19,6 | +1:55,0 |
| ...   | ...                  | ...        | ...        | ...     | ...     |
| 8.    | Beata Kiełtyka       | Polska     | 2+1+1+2    | 40:19,3 | +4:54,7 |
| 10.   | Katarzyna Ponikwia   | Polska     | 2+3+2+2    | 40:29,3 | +5:04,7 |
| 22.   | Bernadetta Bednarz   | Polska     | 3+4+3+1    | 43:20,7 | +7:56,1 |
| 25.   | Joanna Grzybek       | Polska     | 1+2+3+2    | 43:40,2 | +8:15,6 |

## Wyniki mężczyzn

### Bieg indywidualny – 20 km[9]
- Data: 26 stycznia 2000

| Medal | Zawodnik          | Narodowość | Strzelanie | Wynik     | Strata   |
| ----- | ----------------- | ---------- | ---------- | --------- | -------- |
|       | Zdeněk Vítek      | Czechy     | 0+1+1+0    | 1:04:13,6 |          |
|       | Ulf Karkoschka    | Niemcy     | 0+0+0+0    | 1:06:51,3 | +2:37,7  |
|       | Ilmārs Bricis     | Łotwa      | 1+0+1+0    | 1:06:59,9 | +2:46,3  |
| ...   | ...               | ...        | ...        | ...       | ...      |
| 8.    | Wiesław Ziemianin | Polska     | 0+1+1+1    | 1:08:16,8 | +4:03,2  |
| 12.   | Tomasz Sikora     | Polska     | 1+0+0+3    | 1:09:07,6 | +4:54,0  |
| 25.   | Wojciech Kozub    | Polska     | 2+1+0+3    | 1:11:45,3 | +7:31,7  |
| 46.   | Krzysztof Topór   | Polska     | 0+3+0+4    | 1:16:54,3 | +12:40,7 |

### Bieg sztafetowy – 4 × 7,5 km[10]
- Data: 27 stycznia 2000

| Medal | Drużyna                                                                            | Strzelanie                              | Wynik     | Strata  |
| ----- | ---------------------------------------------------------------------------------- | --------------------------------------- | --------- | ------- |
|       | Niemcy · Gunar Bretschneider · Jan Wüstenfeld · Andreas Stitzl · Ulf Karkoschka    | 0+2 0+4 0+0 0+1 0+1 0+1 0+0 0+1         | 1:19:55,5 |         |
|       | Polska · Wiesław Ziemianin · Tomasz Sikora · Krzysztof Topór · Wojciech Kozub      | 0+5 1+8 0+1 0+1 0+2 0+3 0+1 0+1 0+1 1+3 | 1:20:43,5 | +48,0   |
|       | Rosja · Władimir Biechtieriew · Michaił Koczkin · Jurij Batmanow · Pawieł Muslimow | 0+2 1+7 0+0 0+1 0+0 1+3 0+1 0+1 0+1 0+2 | 1:21:34,4 | +1:38,9 |

### Bieg sprinterski – 10 km[11]
- Data: 29 stycznia 2000

| Medal | Zawodnik          | Narodowość | Strzelanie | Wynik   | Strata  |
| ----- | ----------------- | ---------- | ---------- | ------- | ------- |
|       | Andreas Stitzl    | Niemcy     | 0+0        | 30:00,3 |         |
|       | Ivan Masařík      | Czechy     | 0+0        | 30:11,1 | +10,8   |
|       | Oļegs Maļuhins    | Łotwa      | 2+0        | 30:12,4 | +12,1   |
| 4.    | Tomasz Sikora     | Polska     | 0+2        | 30:16,6 | +16,3   |
| ...   | ...               | ...        | ...        | ...     | ...     |
| 7.    | Wojciech Kozub    | Polska     | 1+2        | 30:28,1 | +27,8   |
| 15.   | Wiesław Ziemianin | Polska     | 4+0        | 31:29,4 | +1:29,1 |
| 16.   | Krzysztof Topór   | Polska     | 0+4        | 31:29,5 | +1:29,2 |

### Bieg pościgowy – 12,5 km[12]
- Data: 30 stycznia 2000

| Medal | Zawodnik            | Narodowość | Strzelanie | Wynik   | Strata  |
| ----- | ------------------- | ---------- | ---------- | ------- | ------- |
|       | Tomasz Sikora       | Polska     | 0+0+1+1    | 32:25,0 |         |
|       | Gunar Bretschneider | Niemcy     | 1+1+0+1    | 32:51,6 | +26,6   |
|       | Andreas Stitzl      | Niemcy     | 0+0+4+1    | 33:11,4 | +46,4   |
| 4.    | Wojciech Kozub      | Polska     | 2+1+1+0    | 33:26,7 | +1:01,7 |
| ...   | ...                 | ...        | ...        | ...     | ...     |
| 8.    | Wiesław Ziemianin   | Polska     | 1+1+0+2    | 34:09,7 | +1:44,7 |
| 9.    | Krzysztof Topór     | Polska     | 0+0+3+2    | 34:10,6 | +1:45,6 |

## Wyniki mężczyzn (juniorzy)

### Bieg indywidualny – 15 km[13]
- Data: 26 stycznia 2000

| Medal | Zawodnik            | Narodowość | Strzelanie | Wynik     | Strata   |
| ----- | ------------------- | ---------- | ---------- | --------- | -------- |
|       | Benjamin Eder       | Austria    | 0+0+0+1    | 47:26,6   |          |
|       | Iwan Czeriezow      | Rosja      | 0+1+0+1    | 48:40,2   | +1:13,6  |
|       | Witalij Czernyszow  | Rosja      | 0+1+0+2    | 49:03,0   | +1:36,4  |
| ...   | ...                 | ...        | ...        | ...       | ...      |
| 15.   | Grzegorz Bodziana   | Polska     | 1+1+2+0    | 53:13,2   | +5:46,6  |
| 17.   | Bartłomiej Ponikwia | Polska     | 0+2+1+1    | 53:32,4   | +6:05,8  |
| 19.   | Dawid Paniak        | Polska     | 1+2+1+1    | 53:52,1   | +6:25,5  |
| 45.   | Andrzej Przybyła    | Polska     | 0+3+2+3    | 1:02:03,4 | +14:36,8 |

### Bieg sztafetowy – 4 × 7,5 km[14]
- Data: 27 stycznia 2000

| Medal | Drużyna                                                                           | Strzelanie                               | Wynik     | Strata  |
| ----- | --------------------------------------------------------------------------------- | ---------------------------------------- | --------- | ------- |
|       | Rosja · Dienis Saldimirow · Iwan Czeriezow · Witalij Czernyszow · Aleksiej Czurin | 0+2 0+5 0+1 0+1 0+0 0+0 0+1 0+3 0+0 0+1  | 1:25:51,3 |         |
|       | Słowacja · Roman Regúly · Matej Kazár · Matúš Goč · Dušan Šimočko                 | 0+7 1+7 0+2 0+0 0+3 0+2 0+0 0+2 0+2 1+3  | 1:28:37,3 | +2:46,0 |
|       | Czechy · Jiří Faltus · Jaroslav Soukup · Milan Faltus · David Kristejn            | 1+6 2+12 0+1 1+3 1+3 0+3 0+1 0+3 0+1 1+3 | 1:29:11,4 | +3:20,1 |
| 4.    | Polska · Grzegorz Bodziana · Dawid Paniak · Łukasz Matysek · Adam Szary           | 0+7 3+10 0+3 2+3 0+1 0+3 0+1 1+3 0+2 0+1 | 1:30:42,4 | +4:51,1 |

### Bieg sprinterski – 10 km[15]
- Data: 29 stycznia 2000

| Medal | Zawodnik            | Narodowość | Strzelanie | Wynik   | Strata  |
| ----- | ------------------- | ---------- | ---------- | ------- | ------- |
|       | Nikołaj Krugłow     | Rosja      | 0+1        | 32:02,3 |         |
|       | Benjamin Eder       | Austria    | 1+1        | 32:36,9 | +34,6   |
|       | Roman Pryma         | Ukraina    | 0+2        | 32:43,5 | +41,2   |
| ...   | ...                 | ...        | ...        | ...     | ...     |
| 13.   | Bartłomiej Ponikwia | Polska     | 0+1        | 34:00,0 | +1:57,7 |
| 16.   | Dawid Paniak        | Polska     | 2+2        | 34:42,9 | +2:40,6 |
| 18.   | Łukasz Matysek      | Polska     | 2+1        | 34:53,8 | +2:51,5 |
| 25.   | Adam Szary          | Polska     | 3+3        | 35:53,7 | +3:51,4 |

### Bieg pościgowy – 12,5 km[16]
- Data: 30 stycznia 2000

| Medal | Zawodnik             | Narodowość | Strzelanie | Wynik   | Strata  |
| ----- | -------------------- | ---------- | ---------- | ------- | ------- |
|       | Nikołaj Krugłow      | Rosja      | 0+2+4+2    | 41:01,7 |         |
|       | Filipp Szulman       | Rosja      | 1+2+2+4    | 41:38,2 | +36,5   |
|       | Igoris Ščekočichinas | Litwa      | 2+2+3+2    | 41:51,4 | +49,7   |
| ...   | ...                  | ...        | ...        | ...     | ...     |
| 5.    | Bartłomiej Ponikwia  | Polska     | 1+2+2+3    | 42:18,9 | +1:17,2 |
| 6.    | Dawid Paniak         | Polska     | 0+1+4+1    | 42:27,7 | +1:26,0 |
| 20.   | Adam Szary           | Polska     | 0+1+4+4    | 44:55,6 | +3:53,9 |
| 21.   | Łukasz Matysek       | Polska     | 3+2+4+0    | 45:04,9 | +4:03,2 |

## Tabela Medalowa
| Miejsce | Państwo  |   |   |   | Razem |
| ------- | -------- | - | - | - | ----- |
| 1.      | Rosja    | 5 | 4 | 3 | 12    |
| 2.      | Polska   | 3 | 2 | 2 | 7     |
| 3.      | Niemcy   | 2 | 2 | 4 | 8     |
| 4.      | Białoruś | 1 | 3 | 1 | 5     |
| 5.      | Czechy   | 1 | 2 | 2 | 5     |
| =6.     | Austria  | 1 | 1 |   | 2     |
| =6.     | Słowacja | 1 | 1 |   | 2     |
| 8.      | Ukraina  | 1 |   | 1 | 2     |
| 9.      | Bułgaria | 1 |   |   | 1     |
| 10.     | Norwegia |   | 1 |   | 1     |
| 11.     | Łotwa    |   |   | 2 | 2     |
| 12.     | Litwa    |   |   | 1 | 1     |